# U.S. National Championships 1910
Gli U.S. National Championships 1910 (conosciuti oggi come US Open) sono stati la 30ª edizione degli U.S. National Championships e quarta prova stagionale dello Slam per il 1910. I tornei maschili si sono disputati al Newport Casino di Newport, quelli femminili e il doppio misto al Philadelphia Cricket Club di Filadelfia, negli Stati Uniti.
Il singolare maschile è stato vinto dallo statunitense William Larned, che si è imposto sul connazionale Thomas C. Bundy in cinque set col punteggio di 6–1, 5–7, 6–0, 6–8, 6–1. Il singolare femminile è stato vinto dalla statunitense Hazel Hotchkiss Wightman, che ha battuto in finale la connazionale Louise Hammond. Nel doppio maschile si sono imposti Fred Alexander e Harold Hackett. Nel doppio femminile hanno trionfato Hazel Hotchkiss e  Edith Rotch. Nel doppio misto la vittoria è andata a Hazel Hotchkiss, in coppia con Joseph Carpenter, Jr..

## Seniors

### Singolare maschile
William Larned ha battuto in finale  Thomas C. Bundy con il punteggio di 6–1, 5–7, 6–0, 6–8, 6–1.

### Singolare femminile
Hazel Hotchkiss Wightman ha battuto in finale  Louise Hammond con il punteggio di 6–4, 6–2.

### Doppio maschile
Fred Alexander /  Harold Hackett hanno battuto in finale  Tom Bundy /  Trowridge Hendrick con il punteggio di 6–1, 8–6, 6–3.

### Doppio femminile
Hazel Hotchkiss /  Edith Rotch hanno battuto in finale  Adelaide Browning /  Edna Wildey con il punteggio di 6–4, 6–4.

### Doppio misto
Hazel Hotchkiss /  Joseph Carpenter, Jr. hanno battuto in finale  Edna Widley /  Morris Tilden con il punteggio di 6–2, 6–2.